# Plectrocnemia manicata
Plectrocnemia manicata là một loài Trichoptera trong họ Polycentropodidae. Chúng phân bố ở miền Australasia.